# Bankia carinata
Bankia carinata is een tweekleppigensoort uit de familie van de Teredinidae. De wetenschappelijke naam van de soort is voor het eerst geldig gepubliceerd in 1827 door J. E. Gray.